# Kelly Madison
Kelly Madison (Newport Beach, 26 agosto 1967) è un'attrice pornografica, regista e produttrice cinematografica statunitense.

## Biografia
Il padre di Kelly era un attore ed uno stuntman, la madre era diplomata in ragioneria e ha due sorelle più grandi. Anche una cugina di Kelly lavora nella pornografia, Janine Lindemulder (nota per essere apparsa sulla copertina del disco Enema of the State dei blink-182).
Madison incontrò il marito, Ryan, nel 1999 in una società di elaborazione grafica, dove lui era uno dei disegnatori grafici mentre lei lavorava nel settore commerciale. Nonostante l'età più giovane di Ryan, si sposarono e cominciarono la carriera pornografica attraverso Internet, dove aprirono un loro sito personale.
Dopo il successo iniziale del website, pubblicarono anche un film pornografico in DVD, con protagoniste anche altre star. La loro società fu chiamata 413 Productions, con Ryan responsabile nella produzione sia di video che fotografie e Kelly, oltre che protagonista di tutti video, era anche incaricata a chiamare altri attori ed attrici.
Madison ha avviato una serie di siti web pornografici, come KellyMadison.com che si concentra principalmente sui suoi aspetti; PornFidelity.com, che si concentra su gruppi di tre persone e KellyFind.com, utilizzato come motore di ricerca pornografico.
Il 25 luglio 2007, Madison e il marito furono intervistati su E!, nel programma televisivo Chelsea Lately; qui discussero sul loro matrimonio, la loro relazione e la carriera pornografica. Nel 2015 è stata inserita nella Hall of Fame dagli AVN Awards.
Nel 2020 lei e suo marito sono stati accusati da 10 attrici del settore di aver girato scene non consensuali.

## Riconoscimenti
- AVN Awards
  - 2011 – Best Web Star[8]
  - 2015 – Hall of Fame - Video Branch[9]
- XBIZ Awards
  - 2011 – MILF Site Of The Year[10]

## Filmografia

### Attrice
- Busty Dildo Lovers 1 (2003)
- Kelly Madison's Stocking Tease (2003)
- Xtra 8 (2003)
- Alien Love Fantasy (2004)
- Football Fantasies (2004)
- Bosom Buddies 6 (2005)
- Busty Hookers (2005)
- Porn Fidelity 1 (2005)
- Porn Fidelity 2 (2005)
- Porn Fidelity 3 (2005)
- All Ditz and Jumbo Tits 1 (2006)
- All Ditz and Jumbo Tits 2 (2006)
- Big Natural Titties 1 (2006)
- Big Natural Titties 2 (2006)
- Breast Sex (2006)
- Danni's House of MILFs 1 (2006)
- Dirty 30's 1 (2006)
- Naturally Exposed 1 (2006)
- Old Enough to be Their Mother 1 (2006)
- Porn Fidelity 4 (2006)
- Porn Fidelity 5 (2006)
- Porn Fidelity 6 (2006)
- Run for the Border 1 (2006)
- Slant Eye For The White Guy (2006)
- All Ditz and Jumbo Tits 3 (2007)
- All Ditz and Jumbo Tits 4 (2007)
- All Ditz and Jumbo Tits 5 (2007)
- Big Natural Titties 3 (2007)
- Dirty 30's 2 (2007)
- Dirty 30's 3 (2007)
- Dirty 30's 4 (2007)
- Dirty 30's 5 (2007)
- Naturally Exposed 2 (2007)
- Naturally Exposed 3 (2007)
- Naturally Exposed 4 (2007)
- Old Enough to be Their Mother 2 (2007)
- Old Enough to be Their Mother 3 (2007)
- Porn Fidelity 10 (2007)
- Porn Fidelity 11 (2007)
- Porn Fidelity 7 (2007)
- Porn Fidelity 8 (2007)
- Porn Fidelity 9 (2007)
- Pump That Rump 1 (2007)
- Pure Carmella (2007)
- Run for the Border 2 (2007)
- Run for the Border 3 (2007)
- All Ditz and Jumbo Tits 6 (2008)
- All Ditz and Jumbo Tits 7 (2008)
- All Ditz and Jumbo Tits 8 (2008)
- Babys Mommas 3 (2008)
- Big Natural Titties 4 (2008)
- Dirty 30's 6 (2008)
- Dirty 30's 7 (2008)
- Naturally Exposed 5 (2008)
- Naturally Exposed 6 (2008)
- Naturally Exposed 7 (2008)
- Old Enough to be Their Mother 4 (2008)
- Old Enough To Be Their Mother 5 (2008)
- Porn Fidelity 13 (2008)
- Porn Fidelity 14 (2008)
- Porn Fidelity 15 (2008)
- Porn Fidelity 16 (2008)
- Porn Fidelity 17 (2008)
- Run for the Border 4 (2008)
- All Ditz and Jumbo Tits 10 (2009)
- All Ditz and Jumbo Tits 9 (2009)
- Big Natural Titties 5 (2009)
- Breast of Scoreland (2009)
- Dirty 30's 8 (2009)
- Dirty 30's 9 (2009)
- Naturally Exposed 8 (2009)
- Naturally Exposed 9 (2009)
- Old Enough To Be Their Mother 6 (2009)
- Old Enough To Be Their Mother 7 (2009)
- Porn Fidelity 18 (2009)
- Porn Fidelity 19 (2009)
- Porn Fidelity 20 (2009)
- Porn Star Brides 3 (2009)
- Run for the Border 5 (2009)
- Run for the Border 6 (2009)
- All Ditz and Jumbo Tits 11 (2010)
- All Ditz and Jumbo Tits 12 (2010)
- Naturally Exposed 10 (2010)
- Naturally Exposed 11 (2010)
- Naturally Exposed 12 (2010)
- Old Enough To Be Their Mother 8 (2010)
- Old Enough to Be Their Mother 9 (2010)
- Porn Fidelity 21 (2010)
- Porn Fidelity 22 (2010)
- Porn Fidelity 23 (2010)
- Porn Fidelity 24 (2010)
- Run for the Border 7 (2010)
- Slant Eye for the White Guy 2 (2010)
- Housewife's Hunt for Cunt 1 (2011)
- Housewife's Hunt for Cunt 2 (2011)
- Kelly Madison's World Famous Tits 1 (2011)
- Kelly Madison's World Famous Tits 2 (2011)
- Matrimonial Mother Fuckers (2011)
- Natty Knockers 1 (2011)
- Naturally Exposed 13 (2011)
- Porn Fidelity 25 (2011)
- Porn Fidelity 26 (2011)
- Pump That Rump 2 (2011)
- Pump That Rump 3 (2011)
- Run for the Border 8 (2011)
- Spouses Nut on a Latin Slut 1 (2011)
- Spouses Nut on a Latin Slut 2 (2011)
- Teen Fidelity 1 (2011)
- Teen Fidelity 2 (2011)
- Teen Fidelity 3 (2011)
- Teen Fidelity 4 (2011)
- We Vow To Bang Black Beotches 1 (2011)
- Cum Fury (2012)
- Cumgasm (2012)
- Deep Creampies (2012)
- Fuck 'Em Slutty 1 (2012)
- Porn Fidelity Goes Hardcore 1 (2012)
- Porn Fidelity Goes Hardcore 2 (2012)
- Porn Fidelity Goes Preggo (2012)
- Porn Fidelity's Big Titty MILFs (2012)
- Pump That Rump 4 (2012)
- Teen Fidelity 5 (2012)

### Regista
- Porn Fidelity 1 (2005)
- Porn Fidelity 2 (2005)
- Porn Fidelity 3 (2005)
- All Ditz and Jumbo Tits 1 (2006)
- Porn Fidelity 4 (2006)
- Porn Fidelity 5 (2006)
- Porn Fidelity 6 (2006)
- Naturally Exposed 3 (2007)
- Naturally Exposed 4 (2007)
- Porn Fidelity 10 (2007)
- Porn Fidelity 11 (2007)
- Porn Fidelity 7 (2007)
- Porn Fidelity 8 (2007)
- Porn Fidelity 9 (2007)
- Naturally Exposed 5 (2008)
- Naturally Exposed 6 (2008)
- Naturally Exposed 7 (2008)
- Porn Fidelity 12 (2008)
- Dirty 30's 9 (2009)
- Naturally Exposed 8 (2009)
- Naturally Exposed 9 (2009)
- Porn Fidelity 20 (2009)
- Porn Star Brides 4 (2009)
- Run for the Border 6 (2009)
- Naturally Exposed 10 (2010)
- Naturally Exposed 11 (2010)
- Naturally Exposed 12 (2010)
- Old Enough to Be Their Mother 9 (2010)
- Porn Fidelity 21 (2010)
- Porn Fidelity 22 (2010)
- Porn Fidelity 23 (2010)
- Porn Fidelity 24 (2010)
- Run for the Border 7 (2010)
- Housewife's Hunt for Cunt 1 (2011)
- Housewife's Hunt for Cunt 2 (2011)
- Kelly Madison's World Famous Tits 1 (2011)
- Kelly Madison's World Famous Tits 2 (2011)
- Matrimonial Mother Fuckers (2011)
- Natty Knockers 1 (2011)
- Naturally Exposed 13 (2011)
- Porn Fidelity 25 (2011)
- Porn Fidelity 26 (2011)
- Pump That Rump 2 (2011)
- Pump That Rump 3 (2011)
- Spouses Nut on a Latin Slut 1 (2011)
- Spouses Nut on a Latin Slut 2 (2011)
- Teen Fidelity 1 (2011)
- Teen Fidelity 2 (2011)
- Teen Fidelity 3 (2011)
- Teen Fidelity 4 (2011)
- We Vow To Bang Black Beotches 1 (2011)
- Cum Fury (2012)
- Cumgasm (2012)
- Deep Creampies (2012)
- Fuck 'Em Slutty 1 (2012)
- Porn Fidelity Goes Hardcore 1 (2012)
- Porn Fidelity Goes Hardcore 2 (2012)
- Porn Fidelity Goes Preggo (2012)
- Porn Fidelity's Big Titty MILFs (2012)
- Teen Fidelity 5 (2012)
- Big Titty MILFs 5 (2014)